# Muztág Ata

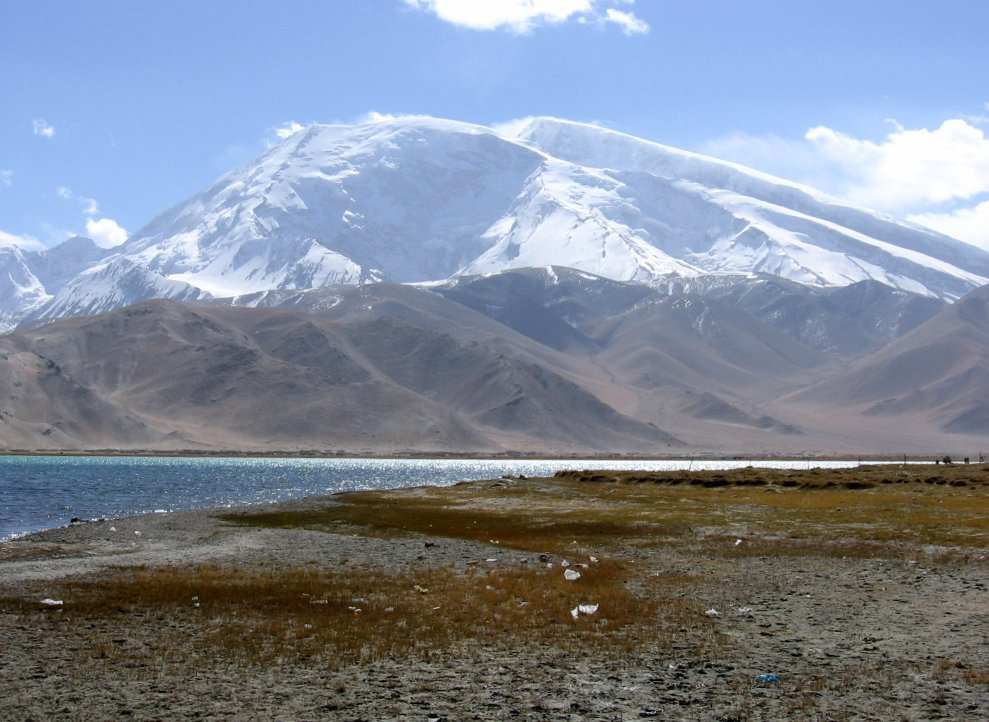
A Muztág Ata és a Kara-kul (tó)

A Muztág Ata (magyarul am. Jéghegyek atyja) egy hegy Kínában, Hszincsiangban. A 7546 m magas hegy a Pamír és a Kunlun között emelkedik, közel a pakisztáni, tádzsik és kirgiz határhoz. A kirgiz nomádok nevezték el Jéghegyek atyjának. A Kongurral (7719 m) együtt tornyosulnak a Takla-Makán sivatag fölé. Rendkívül változékony mikroklíma jellemzi. Kirgizisztán sivatagos sztyeppéi és a Karakorum havas csúcsai is kihatnak a hegy időjárására. A nyárias meleg 30-40 percen belül viharos, hideg időre változhat és fordítva.
Sven Hedin svéd földrajztudósnak nem sikerült feljutnia 1894-ben a Muztág Atára, 1956-ban egy orosz-kínai expedíció azonban már sikerrel járt.

## Fordítás
Ez a szócikk részben vagy egészben  a   Muztagata című német Wikipédia-szócikk fordításán alapul.  Az eredeti cikk szerkesztőit annak laptörténete sorolja fel. Ez a jelzés csupán a megfogalmazás eredetét és a szerzői jogokat jelzi, nem szolgál a cikkben szereplő információk forrásmegjelöléseként.